# Sofortvollzug
Der Begriff Sofortvollzug oder sofortiger Vollzug bezeichnet im deutschen Polizeirecht bestimmte Maßnahmen zur Gefahrenabwehr, die die zuständige Behörde anstelle und auf Kosten des Pflichtigen vornimmt. Es handelt sich um Maßnahmen des Verwaltungszwangs ohne vorhergehenden Verwaltungsakt.
Der Sofortvollzug ist von der unmittelbaren Ausführung zu unterscheiden.

## Sofortvollzug
Der Sofortvollzug setzt voraus, dass ein entgegenstehender Wille des (anwesenden) Adressaten gebrochen werden soll. Ein VA vor Anwendung des Zwangs wird aber nicht erlassen, weil er nicht rechtzeitig möglich ist oder keinen Erfolg verspricht.
Gesetzlich geregelt ist der Sofortvollzug beispielsweise in § 6  Abs. 2 des Verwaltungs-Vollstreckungsgesetzes und den Polizeigesetzen der einzelnen Bundesländer.
Anzuwendendes Zwangsmittel ist der unmittelbare Zwang.
Der Sofortvollzug ist von der sofortigen Vollziehung, also der Vollziehung eines Verwaltungsakts vor dessen Unanfechtbarkeit zu unterscheiden, welche nach § 80 Abs. 2 S. 1 Nr. 4 VwGO von der Erlassbehörde angeordnet werden kann. Diese wird mitunter in der Literatur ebenfalls als Sofortvollzug bezeichnet.

## Unmittelbare Ausführung
Die unmittelbare Ausführung setzt voraus, dass Zwangsmaßnahmen nicht ergriffen werden können, weil ein entgegenstehender Wille des Adressaten nicht feststellbar ist (Hauptanwendungsfälle: Abwesenheit oder nicht willensfähiger Adressat). Ein VA vor Anwendung der unmittelbaren Ausführung wird nicht erlassen, weil der Zweck der Maßnahme durch den VA nicht oder nicht rechtzeitig zu erreichen ist.
Beispiel: Abschleppen eines KFZ in Abwesenheit des Fahrers durch die Polizei
Wird hingegen ein VA vollzogen, der dem Adressaten eine vertretbare Handlung aufgegeben hatte, handelt es sich um eine Ersatzvornahme.